# Tanzwut
Tanzwut (с нем. — «Танцевальная ярость») — немецкая группа, играющая в стилях индастриал-метал и средневековый метал.

## История
Группа была сформирована в 1998 году участниками группы Corvus Corax. Особенностью группы является то, что используются, помимо стандартных электрогитар и барабанов, также и весьма необычные для подобной музыки волынки, причём изготавливает их один из участников группы.
Группа принимает довольно активное участие в жизни немецкой рок-тусовки. Участники коллектива сотрудничают с Rammstein, S-Bahn!, сделали два совместных шоу с Megaherz, в свой третий альбом включили кавер-версию на песню Die Ärzte «Bitte, bitte». С Umbra et Imago записали песню «Weinst Du» и провели совместное турне по Европе, имевшее грандиозный успех.
В новорожденный коллектив вошли Teufel (вокал), Brandan (волынка, гитара), Castus (лира, волынка, ударные, вокал, шалмайн, драмшайт), Wim и Koll.A. (волынки, свирели, дудки). Одним из ведущих инструментов в «Tanzwut» стали волынки, изготовлением которых, кстати, занимался один из участников проекта. Кроме этого были использованы такие экзотические вещи как шалмайн и драмшайт.
В 1999 году Tanzwut записали свой дебютный диск с одноимённым названием. В 2000 году вышел второй альбом, Labyrinth der Sinne.
Третий альбом группы, Ihr wolltet Spass записанный с тем же продюсером, что и «Лабиринт», появился на прилавках музыкальных магазинов в апреле 2003 года. Незадолго до этого в группе сменился гитарист.
В ноябре 2004 года вышел в свет «Tanzwut — Live», двойной концертный альбом, содержащий 120 минут записи концертного выступления и более часа различных бонус-материалов.
В 2006 году группа выпустила свой четвёртый альбом — Schattenreiter.
16 сентября 2011 года вышел альбом Weiße Nächte.
В марте 2013 года на официальной странице группы в Facebook было объявлена дата выхода нового альбома «Höllenfahrt». Альбом выйдет 6 сентября 2013 года, а тур в его поддержку музыканты начнут с концертов в России в октябре этого же года.
В июне 2013 года музыканты приняли участие во втором рок-фестивале «Остров» в городе Архангельске.
19 июля 2013 года вышел клип на первый сингл с грядущего альбома Höllenfahrt, «Das Gerücht»

## Состав
- Teufel[нем.] — вокал, волынка (с 1998 г.)
- René — гитара (c 2013 г.)
- Der Zwilling — бас, волынка (c 2010 г.)
- Shumon — ударные (с 2011 г.)
- Pyro — волынка, шалмей (c 2012 г.)
- Bruder Schlaf — волынка, шалмей (с 2012 г.)
- Alexius — клавишные, программирование (с 2018 г.)

## Бывшие участники
- Wim — бас, волынка, программирование (1998—2010)
- Castus — волынка, шалмей (1998—2005)
- Norri — ударные (Норберт Дрешер, экс-Depressive Age, 2000—2010)
- Hatz — клавишные, драм-машина (2003—2010)
- Patrick der Kalauer — гитара, дудка (2002—2009)
- Koll.A — волынка, шалмей (1998—2005)
- Brandan — гитара, дудка (1998—2002)
- Tec — клавишные, программирование (1998—2002)
- Gast — драм-машина, синтезатор (2011)
- Ardor — волынка, шалмей (2005—2010;2010—2012)
- Martin Ukrasvan — гитара, давул (2009—2013)
- Oually — драм-машина, клавишные (2012—2016)
- Thrymr — волынка, шалмей (2010—2016)
- Liam El Gigante - клавишные, волынка (2016—2018)

## Дискография

### Студийные альбомы
- 1999 — Tanzwut
- 2000 — Labyrinth der Sinne
- 2003 — Ihr Wolltet Spaß
- 2006 — Schattenreiter
- 2011 — Morus et Diabolus (полностью акустический альбом)
- 2011 — Weiße Nächte
- 2013 — Höllenfahrt
- 2014 — Eselsmesse
- 2015 — Freitag der 13
- 2016 — Schreib es mit Blut
- 2019 — Seemannsgarn
- 2021 — Die Tanzwut kehrt zurück

### Концертный альбом
- 2004 — Tanzwut - Live (выступление в Мюнхене 8 мая 2004 года)

### Синглы
- 1996 — Tanzwut (сингл Corvus Corax, отправная точка создания Tanzwut)
- 1998 — Exkremento / Tanzwut (Remix) (10' Vinyl)
- 1999 — Augen zu
- 1999 — Weinst Du? (feat. Umbra et Imago)
- 1999 — Verrückt
- 2000 — Tanzwut
- 2000 — Bitte bitte
- 2001 — Götterfunken
- 2001 — Eiserne Hochzeit (Eisern Union)
- 2001 — Feuer und Licht (feat. Umbra et Imago)
- 2003 — Nein nein (Promo)
- 2003 — Hymnus Cantica (feat. Corvus Corax)
- 2005 — Immer noch wach (feat. Schandmaul)
- 2013 — Das Gerücht
- 2013 — Der Himmel brennt

## Видеоклипы
- 1999 — Augen zu
- 2003 — Meer
- 2003 — Nein Nein
- 2004 — Bitte Bitte
- 2011 — Weiße Nächte
- 2012 — Rückgratreißer
- 2013 — Das Gerücht
- 2003 — Der Himmel brennt
- 2014 — Unsere Nacht
- 2014 — Der Eselskönig
- 2015 — Freitag der 13.
- 2015 — Brüder im Geiste
- 2016 — Schreib es mit Blut
- 2016 — Stille Wasser
- 2019 — Gib mir noch ein Glas mit Kärbholz
- 2019 — Seemannsgarn
- 2021 — Die Tanzwut kehrt zurück
- 2021 — Narziss
- 2021 — Bis zum Meer
- 2022 — Lugner